# GameStick
GameStick è una console casalinga dalle dimensioni simili ad una chiavetta USB, con un connettore HDMI da collegare alla TV, due ingressi USB per la ricarica e per collegare periferiche ed un lettore di microSD per aumentarne la quantità di memoria. Il tipico alloggiamento "in off" è situato all'interno del suo pad, risultando la console più piccola di quest'ultimo. Sistema operativo Android Jelly Bean 4.1.2. Gamestick è una console finanziata su kickstarter piccola come una chiave USB. La console è nata nel 2013 grazie alla Playjam ltd una software house di videogames per Smart TV.
L'idea era di creare una console adatta a un pubblico di casual gamer o di giocatori che non pretendono alte prestazioni; gamestick al lancio contava su 60 titoli, nel 2015 sono 449. I giochi sono quasi tutti di buona qualità e riescono a divertire il giocatore.
Il diretto rivale di gamestick è Ouya, una console nata sempre su Kickstarter. Ouya a differenza di Gamestick è una open console.

## Caratteristiche tecniche
- Processore Amlogic 8726-MX:
  - ARM Cortex - A9 CPU
  - MALI - 400 GPU

- 1 GB RAM DDR3
- 8 GB NAND
- Connessione HDMI alla TV, con supporto a video 1080p 720p HD
- Wi-Fi 802.11 b/g/n
- Bluetooth LE 4.0
- Controller wireless con due stick analogici
- Sistema operativo Android Jelly Bean